# Dent du Géant
La dent du Géant ou aiguille du Géant est un sommet du massif du Mont-Blanc, culminant à 4 013 ou 4 014 m, sur l'arête frontière entre la France et l'Italie, à cheval sur la Haute-Savoie et le Val d'Aoste, entre le mont Blanc et les Grandes Jorasses.
Du fait de son altitude supérieure à 4 000 m, de son allure spectaculaire, et de son accès rapide depuis le col du Géant (lui-même accessible en remontée mécanique) et de son escalade facilitée par des câbles fixes, c'est un des sommets les plus fréquentés du massif.
Deux de ses voies font partie des 100 plus belles courses du massif du Mont-Blanc de Gaston Rébuffat, classées en 1973 par ordre de difficulté : la voie normale (couplée avec la traversée des arêtes de Rochefort) (no 33) et la face sud (no 57).

## Toponymie
La dent du Géant était autrefois appelée mont Malet ou mont Mallet,, ou simplement Le Géant. Le nom de mont Mallet est aujourd'hui donné à un sommet proche.

## Géographie

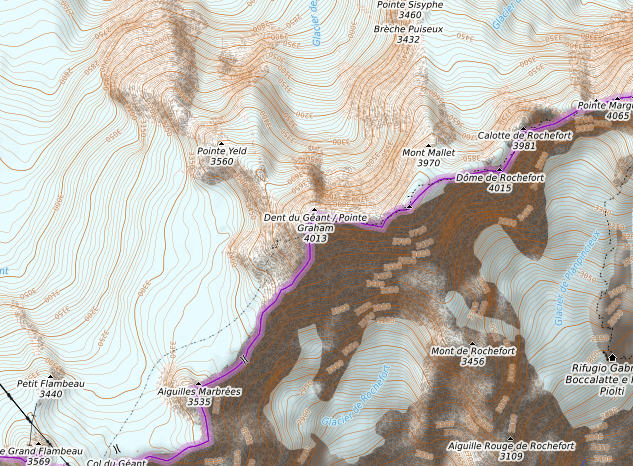
Carte topographique de la dent.

### Situation
La dent du Géant se situe dans le massif du Mont-Blanc sur la frontière franco-italienne et un peu moins de 2 km à l'ouest des Grandes Jorasses. S'élevant à 4 013 mètres d'altitude, elle est très visible de loin, notamment du val d'Aoste, de l'aiguille du Midi et de la Vallée Blanche.

### Topographie

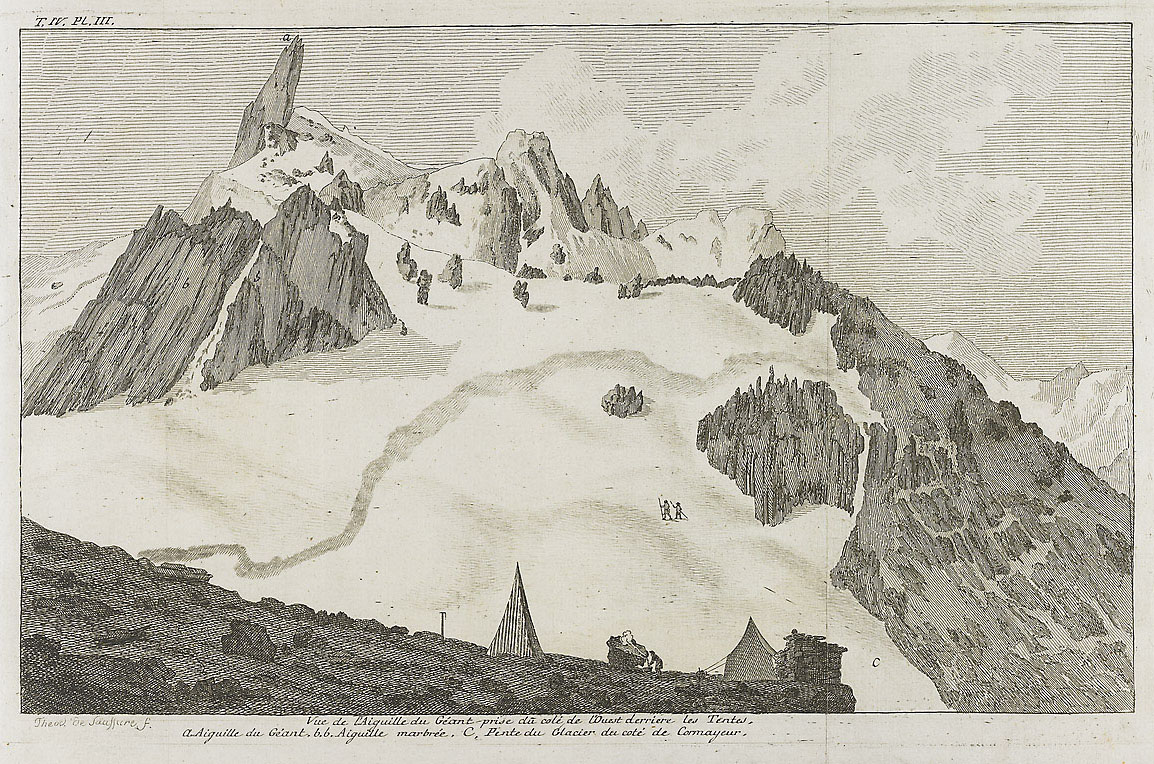
Esquisse de la dent du Géant depuis le campement d'Horace-Bénédict de Saussure au col du Géant en 1788 (gravure de Nicolas Théodore de Saussure).

Elle se présente comme un monolithe de protogine (le granite du massif du Mont-Blanc), de près de 200 mètres de haut, surplombant sur sa face sud.
Elle comporte deux pointes distantes d'une trentaine de mètres : la pointe Graham (au nord-est, point culminant, 4 013 m), qui fait partie de la liste officielle des 82 sommets des Alpes de plus de 4 000 mètres d'altitude, et la pointe Sella (au sud-ouest, 4 009 m). Elle se détache au début de l'arête de Rochefort, neigeuse et à peu près horizontale, et qui se poursuit d'ouest en est par l'aiguille de Rochefort et le dôme de Rochefort jusqu'au col des Grandes Jorasses. Elle a donné son nom au tout proche col du Géant, qui est un des principaux passages alpins entre la France et l'Italie, et au glacier du Géant.
Une statue de la Vierge d'un mètre de haut, en aluminium, a été montée au sommet le 10 septembre 1904 par les guides de Courmayeur, le sommet du crâne en a été fondu par les impacts de foudre.

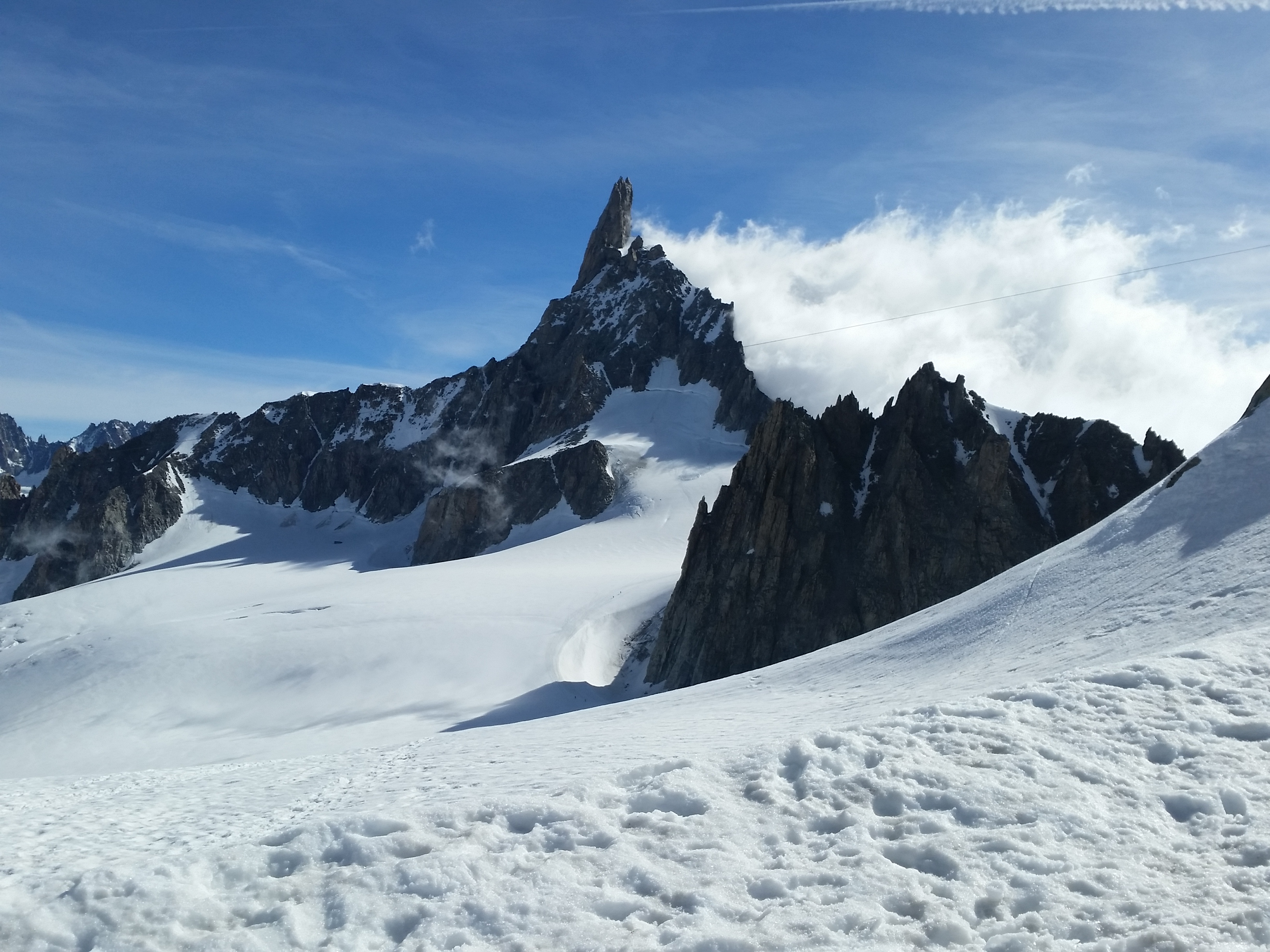
Vue de la dent du Géant depuis le col des Flambeaux.
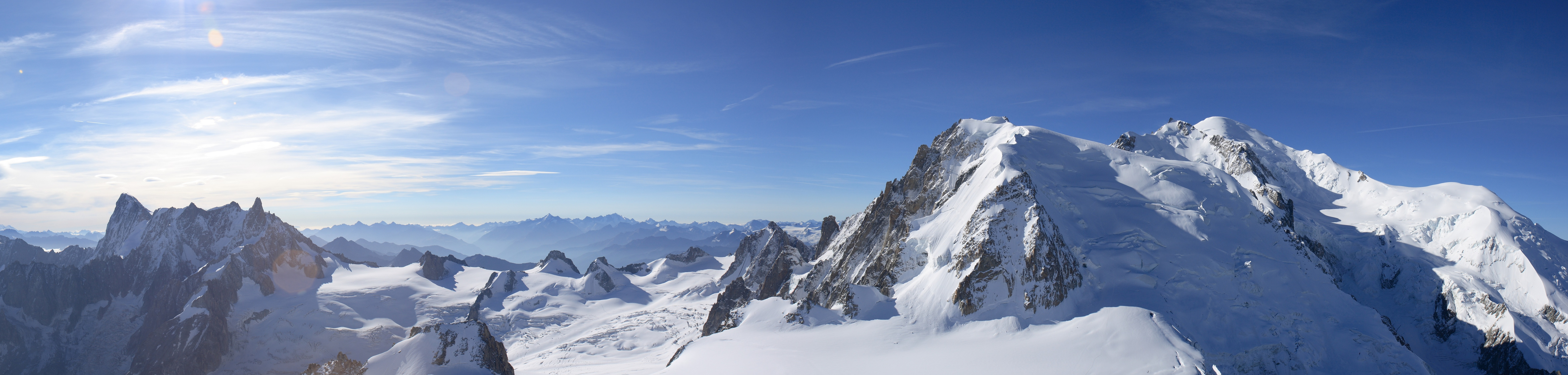
Panorama de l'aiguille du Midi, avec la dent du Géant sur la gauche.
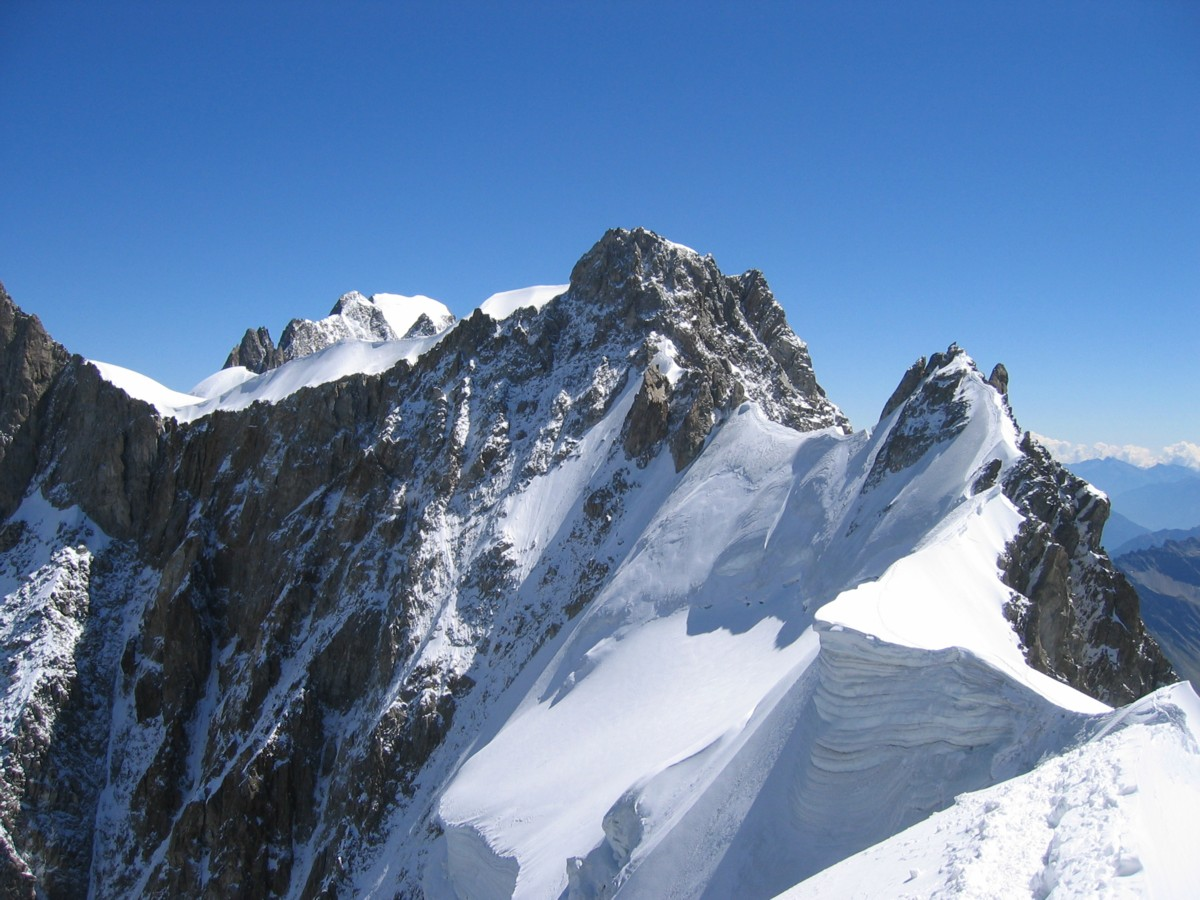
Vue de l'aiguille de Rochefort et des Grandes Jorasses depuis le bas de la Dent du Géant.

## Conquête de la dent du Géant

### Les premières tentatives

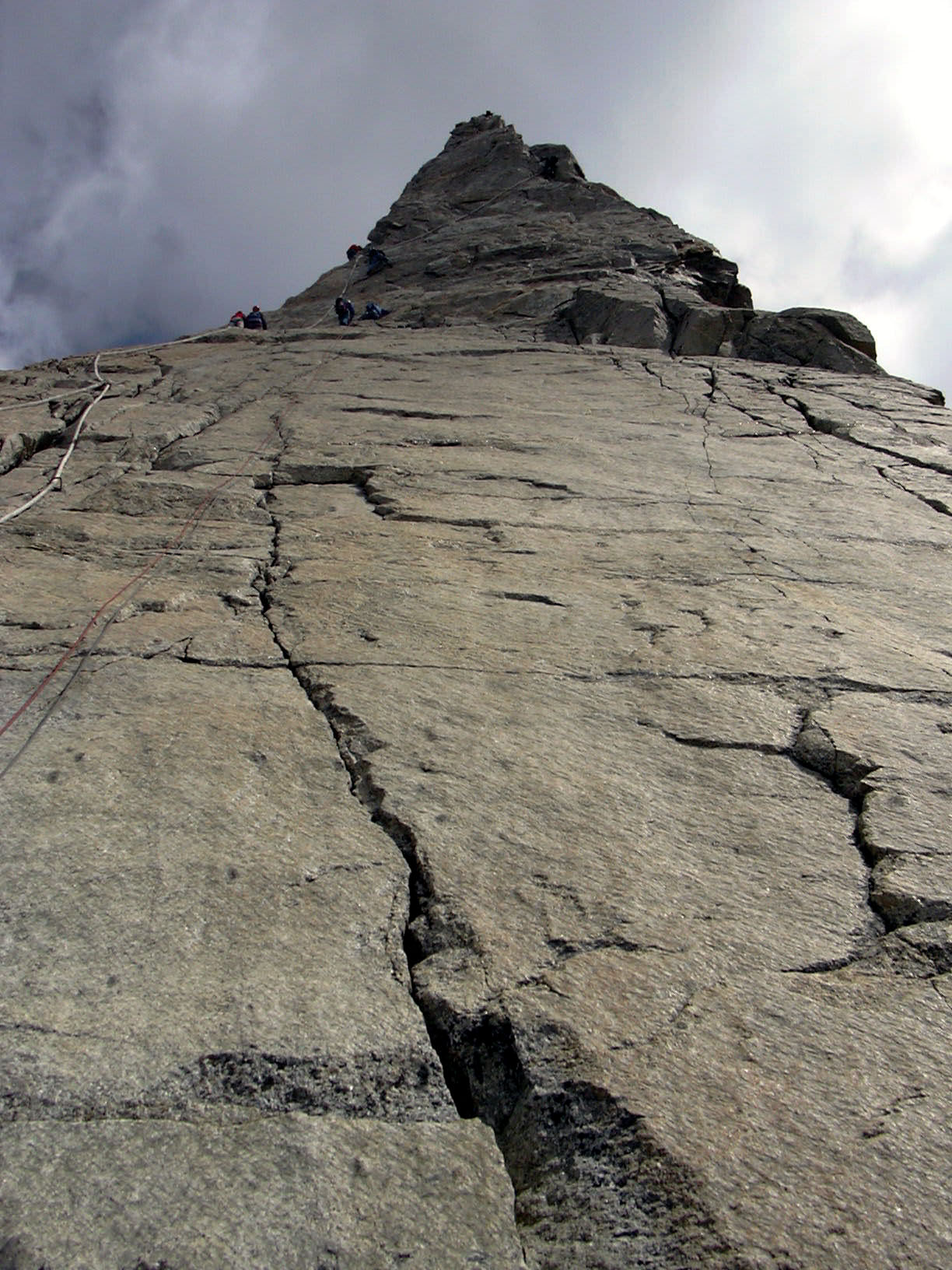
Vue des plaques Burgener sur la voie normale en face sud-ouest. On distingue les cordes fixes à gauche.

De nombreuses tentatives avaient été effectuées dans les années 1870. En 1871, Edward Robson Whitwell et ses guides, les frères Christian Lauener et Johann Lauener, renoncèrent « après l'avoir attaquée de trois côtés » ; Whitwell conclut : « on peut donc classer cette aiguille parmi les inaccessibles. Il restera donc toujours quelque cime orgueilleuse, quelque aiguille du Géant ou du Dru pour montrer au grimpeur qu'il n'est pas encore tout puissant ». En 1875, Genolini et Stanga, avec les guides J.L. Lanier et Émile Rey, « le prince des guides », s'arrêtent à cent mètres du sommet. Jean Charlet-Straton fit une tentative en solitaire le 20 juillet 1876 sur l'arête nord, laissant un drapeau à quelques dizaines de mètres du sommet ; il dit à propos de la dent du Géant et du Petit Dru (où il avait également échoué en solitaire, mais dont il réussit finalement la première en 1879) : « Je trouve ces deux aiguilles très fières, et, quoiqu'elles ne veuillent pas se laisser gravir par des êtres humains, je leur porte un profond respect. Ce sont de grandes dames, qui désirent rester vierges, et elles ont peut-être raison. ». En 1877, l'ingénieur M. de Filippi, Mme Jola Caccia-Reynaud, le marquis del Caretto, Lord Wentworth avec les guides J.L. Lanier, Émile Rey, Proment et Bich, se séparèrent en deux équipes de part et d'autre du sommet et tentèrent de se faire passer une corde par-dessus le sommet à l'aide de fusées d'artifice, sans succès à cause du vent. En 1880, la très forte cordée d'Albert F. Mummery et Alexandre Burgener (qui avaient lancé l'ère de l'alpinisme acrobatique) essaya sans succès de forcer la face sud-ouest (voie normale actuelle, avec les plaques Burgener), et Mummery laissa sa carte de visite dans une bouteille avec le commentaire célèbre « Absolutely inaccessible by fair means ».

### Première ascension
La pointe Sella fut gravie pour la première fois par le guide valdôtain Jean-Joseph Maquignaz, son fils Baptiste et son neveu Daniel le 28 juillet 1882, après trois jours de préparation à planter des pitons et tailler des prises (le bulletin de l'Alpine Club les accusa même d'avoir miné la roche à l'explosif). Ils y regrimpèrent le lendemain avec leurs clients, les frères Alessandro, Alfonso et Corradino Sella et leur cousin Gaudenzio Sella. Ils négligèrent de se rendre au point culminant tout proche. La pointe Graham (4 013 m) fut gravie quelques jours plus tard – le 14 août 1882 – par William Woodman Graham avec les guides Auguste Cupelin et Alphonse Payot.
Selon Simon Thompson et son histoire de l'alpinisme britannique, la première ascension des frères Maquignaz en 1882 fut marquante parce c'était « le dernier sommet nommé et célèbre avant d'être gravi, et le premier à l'être par des moyens “artificiels”, avec pitons et cordes fixes ». Elle marque la fin de ce que les Anglo-saxons appellent l'âge d'argent (silver age) de la conquête des Alpes, commencé après la première ascension du Cervin qui clôturait l'âge d'or.
La première ascension féminine fut réalisée en 1883 par Elizabeth Hawkins-Whitshed.

## Voie normale

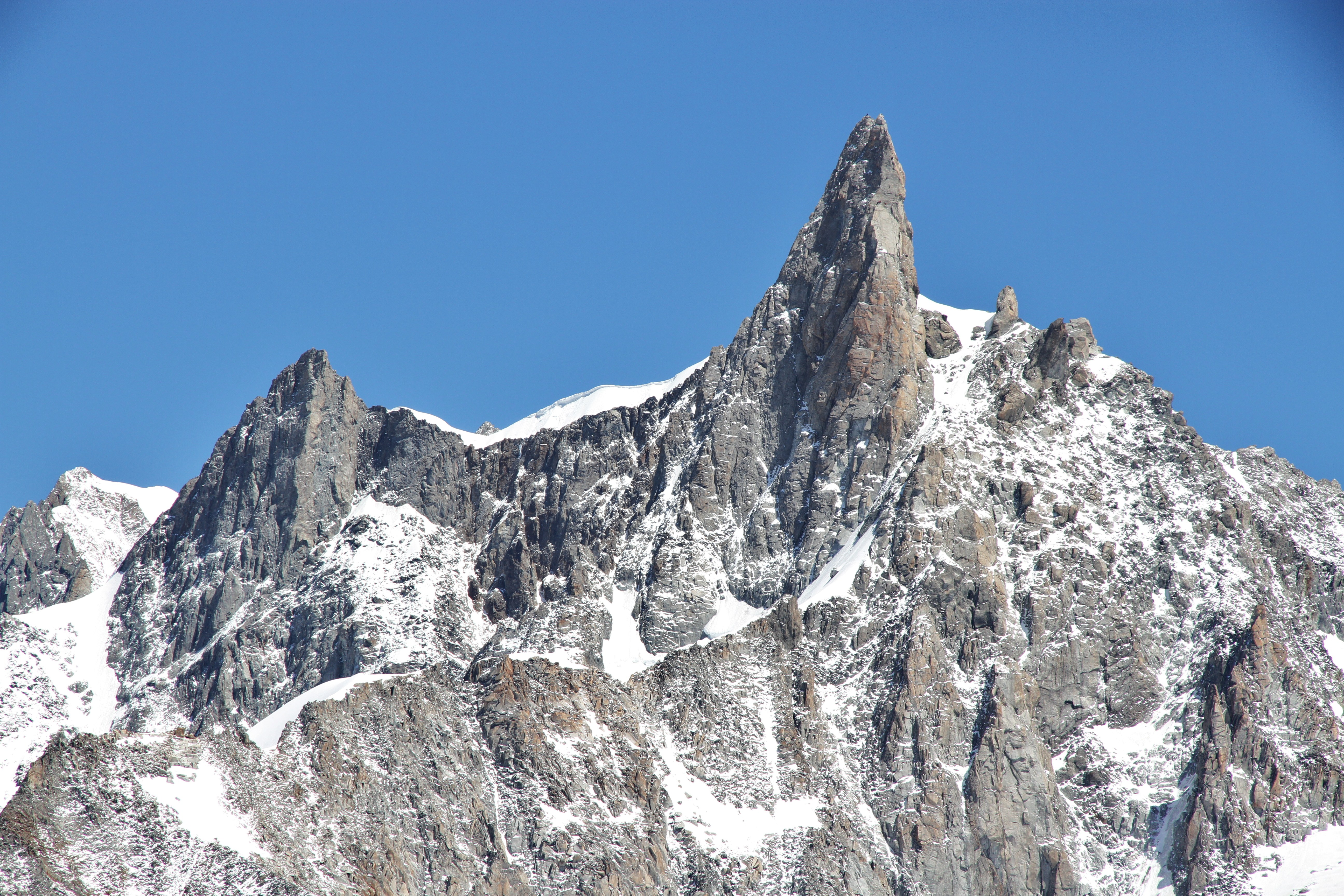
Vue de la facette sud-ouest où passe la voie normale : on peut distinguer des alpinistes dans les lisses plaques Burgener, et au sommet.

La voie normale (AD- en utilisant le câble, D sans), dont l'approche se fait depuis le refuge Torino au col du Géant, est équipée de grosses cordes fixes sur la partie difficile, des dalles Burgener à la pointe Sella. Assez courte, elle se fait souvent en combinaison avec la traversée des arêtes de Rochefort. Juste à droite de la voie normale se trouve la voie Géant branché (TD-, V+).
Le guide valdôtain Émile Rey, qui avait participé à deux des tentatives avant la première ascension, s'y tua à la descente en 1895, probablement victime d'un malaise.
Les tout premiers films d'alpinisme, tournés en 1911 avec une caméra 16 mm par l'alpiniste italien Mario Piacenza furent « Cervins » et « Ascension à la dent du Géant ».

## Face nord
L'ascension hivernale de la face nord a été réalisée par Cosimo Zappelli en 1964.

## Arête nord

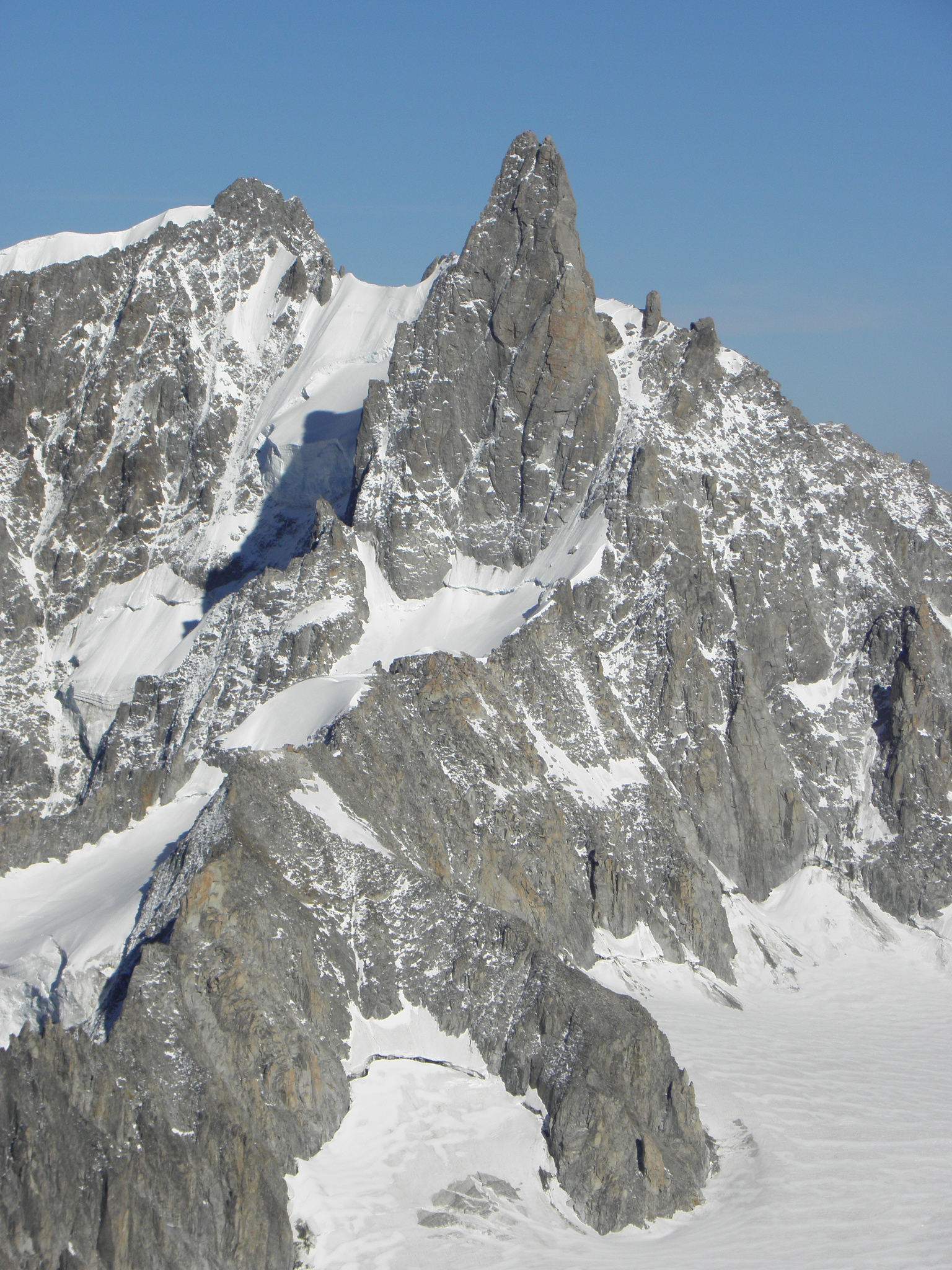
Vue du versant nord-ouest de la dent du Géant, avec l'intégrale de l'arête nord à gauche.

Le 20 juillet 1900, Thomas Maischberger, Hainrich Pfannl et Franz Zimmer parvinrent au sommet par l'arête nord et la face nord-ouest sans planter un seul piton. La voie est aujourd'hui cotée D-IV. La voie fut rapidement répétée, le 27 juillet 1900, par Émile Fontaine, et le guide Joseph Ravanel « Le Rouge » ; lors de la redescente, Joseph Simond fut foudroyé et chuta de plusieurs centaines de mètres.

## Face sud
La face sud, surplombante et de 160 m, a été gravie pour la première fois par Herbert Burgasser et Rudoph Leitz le 28 juillet 1935 (TD, A1/V ou 6b+ max tout en libre). Cette ascension marque aussi une date de l'alpinisme dans le massif : c'était la première fois que les techniques d'escalade artificielle (avec pitons et étriers) développées dans les alpes orientales, étaient utilisées de façon systématique dans les alpes occidentales (préfigurant la première ascension de la face est du Grand Capucin en 1951 par Walter Bonatti et Luciano Ghigo). La face est tellement surplombante que Rébuffat fit une chute de 25 m du haut de la deuxième longueur sans toucher la paroi, mais fut indemne du fait de la neige et de la raideur de la pente.
La seconde ascension ne fut faite que le 1er août 1948 par les guides de Courmayeur Marcel Bareux et Sergio Viotto. Le grimpeur anglais Arthur Dolphin, un des leaders de l'escalade britannique dans les années 1940, se tua en glissant à la descente du socle en juillet 1953, à 28 ans, après une ascension en solo.
Elle a été gravie en solo intégral par l'allemand Alexander Huber le 27 juillet 2006,.

## Autres voies et réalisations
D'autres voies ont été ouvertes :
- Face est, le 30 août 1950 par A. Ottoz et S. Viotto ;
- Arête nord intégrale le 20 juillet par Enrico Rey et Franco Salluard[25] ;
- Face nord-est en juillet 1975 par R. Ducournau et R. Mizrahi ;
- passage en slackline entre les deux pointes, réalisé d'abord par Alexander Huber en juillet 2006[23], puis par  J. Helfrich et T. Müller en septembre 2007 : c'est la deuxième plus haute « highline » d'Europe[26] ;
- en 2008 Roch Malnuit a sauté depuis le sommet en base jump [27].

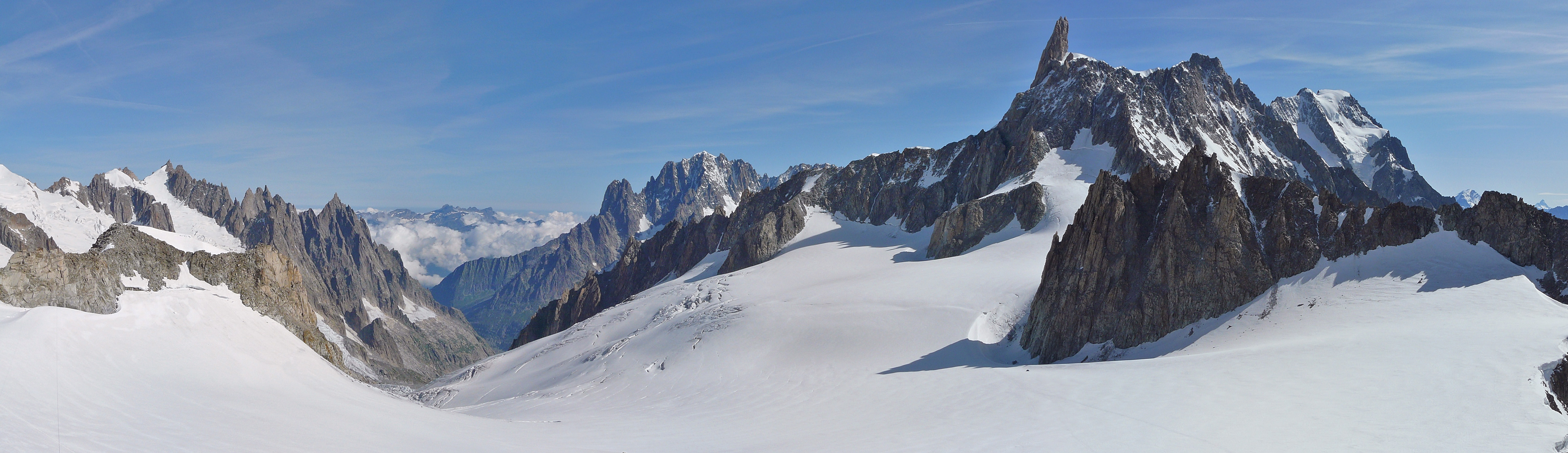
Panorama depuis la pointe Helbronner, près du col du Géant.